# Puryŏng sa
Puryŏng sa (불영사 Klasztor Odbicia Buddy w Jeziorze) – koreański klasztor, obecnie jest ośrodek medytacyjny mniszek.

## Historia klasztoru
Klasztor został wybudowany przez Ŭisanga w roku 651 u podnóża zachodniego zbocza góry Ch'eonch'uk w pobliżu miasta Uljin. Nazwa powstała od kształtu cienia rzucanego na jezioro przez skałę w kształcie Buddy.
W ciągu swojej historii był kilkakrotnie niszczony i następnie odbudowywany.
Obecnie jest to największy żeński klasztor buddyjski w Korei.
Obok klasztoru znajduje się 13-kilometrowej długości dolina, pełna unikalnych formacji skalnych i gęstego lasu. 

## Znane obiekty
- Ogród koreański

## Adres klasztoru
- 122 Hawon-ri, Seo-myeon, Uljin, Gyeongsangbuk-do, Korea Południowa